# Brown Gill
Der Brown Burn ist ein etwa 1,1 km langer Wasserlauf in Cumbria in England. Er entsteht an der Nordseite des Round Hill in den Pennines und fließt in nördlicher Richtung bis zu seiner Mündung rechtsseitig in den Cross Gill.